# Kornmal
Kornmal (Nemapogon granellus) är en fjäril av familjen äkta malar.
Kornmalen har en spännvidd av 10-15 mm, vitaktiga framvingar mer talrika mörkbruna och gråaktiga fläckar och tvärband samt smala, långfransade grå bakvingar. De gulvata, 10 mm långa larverna håller liksom fjärilarna till i spannmålsmagasin där de angriper sädeskorn av olika slag. Kornmalen är känd sedan antiken, och uppmärksammades i Sverige på 1700-talet.
Även vithuvad skräpmal (Endrosis sarcitrella) som har snövitt huvud och mellankropp förtär lagrad säd, men lever också gärna i hus, där den angriper livsmedel, ylletyger och möbelstoppningar.